# Ель-Барко-де-Авіла
Ель-Барко-де-Авіла (ісп. El Barco de Ávila) — місто в Іспанії у комарці Ель-Барко-дель-Авіло-Пьєдраїта, провінції Авіла, автономній спільноті Кастилія-і-Леон.